# Appius Nicomachus Dexter
Appius Nicomachus Dexter war ein spätantiker Senator und Beamter im Weströmischen Reich. Er stammte aus einer bedeutenden stadtrömischen senatorischen Familie und war Stadtpräfekt Roms Anfang des 5. Jahrhunderts. Seine Existenz ist lediglich durch zwei Quellen bezeugt: eine von ihm gestiftete Ehreninschrift für seinen Großvater Virius Nicomachus Flavianus und drei von ihm stammende Subskriptionen in einer Ausgabe des Geschichtswerks Ab urbe condita des Titus Livius, an deren Korrektur er beteiligt war.

## Die Ehreninschrift
Die Hauptquelle für das Leben des Nicomachus Dexter ist eine von ihm aufgestellte Ehreninschrift vom 13. September 431 auf einer auf dem Trajansforum in Rom gefundenen Statuenbasis. Darin bezeichnet er sich als vir clarissimus (wörtlich „hochangesehener Mann“, Ehrentitel eines Senators), als Enkel des Virius Nicomachus Flavianus – und damit Angehöriger der einflussreichen stadtrömischen Familie der Nicomachi – sowie als früheren Praefectus urbi (Stadtpräfekt) der Stadt Rom. Die Statue auf der Basis war eine seines Großvaters. Die Inschrift ehrt auch dessen Sohn Nicomachus Flavianus den Jüngeren, der dreimal Stadtpräfekt Roms war und 431, als die Statue aufgestellt wurde, außerdem als Prätorianerpräfekt diente.
Die (Wieder-)Aufstellung der Statue und die Setzung der Inschrift waren Teil eines Rehabilitationsprozesses für das Andenken des Virius Nicomachus Flavianus, der offenbar auf dem Einsatz von Nicomachus Flavianus dem Jüngeren und Appius Nicomachus Dexter beruhte. Virius Nicomachus hatte 392–394 die Usurpation des Eugenius im Westen des Reiches unterstützt. Als der Ostkaiser Theodosius I. diesen 394 in der Schlacht am Frigidus besiegte, beging Virius Nicomachus Selbstmord und fiel zunächst der damnatio memoriae zum Opfer. Zwar wurde diese zurückgenommen, jedoch galten die Ämter des Virius unter Eugenius, darunter sein Konsulat, weiterhin als nicht existent, und seine Statue wurde nicht wiederaufgestellt. Sein Sohn Nicomachus Flavianus konnte jedoch nach einigen Jahren seine Karriere fortsetzen und wurde 399 Stadtpräfekt, auch dem Enkel Appius Nicomachus Dexter wurde in einem unbekannten Jahr diese Ehre zuteil. Die Inschrift restituiert symbolisch die Ehre der Familie. Zu diesem Zweck verewigt sie ein Sendschreiben der Kaiser Theodosius II. und Valentinian III. an den römischen Senat, die darin erklären, dass es sich bei dem Schatten auf dem Andenken des Virius Nicomachus Flavianus nur um ein auf Missgunst von Neidern basierendes Missverständnis gehandelt habe.
Die Inschrift wirft eine Reihe von Fragen zu Appius Nicomachus Dexter auf, die in der modernen althistorischen Forschung diskutiert werden, aber letztlich wegen der lückenhaften Quellenlage nur spekulativ beantwortet werden können. Fraglich ist erstens, wann genau er die Stadtpräfektur innehatte. Diese Frage ist kaum zu beantworten, zumal die Listen der Stadtpräfekten für die ersten Jahrzehnte des 5. Jahrhunderts sehr unvollständig sind; sicher ist nur, dass sie vor 431 fällt. Möglich ist eine Datierung auf etwa 430, also kurz vor der Aufstellung der Inschrift.
Zweitens wird über seine genaue familiäre Abstammung diskutiert. Aufgrund seines Namens ist eine familiäre Verbindung nicht nur zu den Nicomachi, sondern auch zu Appius Claudius Tarronius Dexter wahrscheinlich, der wie Virius Nicomachus ein „heidnischer“, d. h. den traditionellen römischen Kulten (nicht dem Christentum) anhängender Senator war. Otto Seeck vermutete, dass Appius Nicomachus Dexter der Sohn Nicomachus Flavianus des Jüngeren aus dessen erster Ehe mit einer namentlich nicht bekannten Tochter des Appius Claudius Tarronius Dexter gewesen sei. Diese von Seeck postulierte erste Ehe wurde jedoch in der späteren Forschung eher als abwegig abgelehnt; sicher belegen lässt sich nur eine Ehe mit einer Tochter des Quintus Aurelius Symmachus. Auch die Annahme, Nicomachus Flavianus der Jüngere sei der Vater des Appius Dexter gewesen, ist umstritten. Stattdessen wird der vermeintliche Vater häufig als Onkel gehandelt, zumal die Anzahl der Kinder des Virius Nicomachus unbekannt ist. Sein Vater wird dann als ein sonst unbekannter Clementianus identifiziert, den Nicomachus Dexter in einer Subskription zu einer Ausgabe des Geschichtswerks Ab urbe condita des Titus Livius parens meus („mein Vater, Vorfahr“ oder vielleicht „mein Lehrer“) nennt. André Chastagnol vermutet, dass dieser Clementianus – den er als Sohn des Virius Nicomachus Flavianus betrachtet und dessen Namen er deshalb als Nicomachus Clementianus rekonstruiert – eine Tochter des Appius Claudius Tarronius Dexter heiratete und mit ihr Appius Nicomachus Dexter zeugte.
Aus dem Kontext lässt sich mit einiger Wahrscheinlichkeit erschließen, dass Appius Nicomachus Dexter nicht wie sein Großvater „Heide“ war (also noch den traditionellen römischen Kulten anhing) war, sondern mindestens nominell christlich getauft war.

## Die Subskriptionen
Diese Subskription sowie zwei weitere im selben Zusammenhang sind die einzigen anderen Quellen für die Existenz des Appius Nicomachus Dexter. Sie lauten vollständig:
Buch 3–4: Nicomachus Dexter v.c. [vir clarissimus] emendavi.
Buch 5: Nicomachus Dexter v.c. emendavi ad exemplum parentis mei Clementiani.
Die Subskriptionen stammen aus seiner Tätigkeit als Korrektor einer Kopie von Ab urbe condita, die auf einem offenbar vollständigen Manuskript des Werkes basierte, das sich ursprünglich im Besitz des Quintus Aurelius Symmachus befand. Weitere Korrektoren waren Nicomachus Flavianus der Jüngere und ein Mann namens Tascius Victorianus, beide aus dem unmittelbaren Umfeld des Symmachus („Symmachuskreis“). Appius korrigierte den Subskriptionen zufolge die Bücher 3–5. Die von den dreien korrigierten Kopien spielen eine wichtige Rolle in der Überlieferungsgeschichte der ersten Dekade (die Bücher 1–10 zur Zeit von 753 v. Chr. bis 293 v. Chr.) des noch heute für die römische Geschichte wichtigen Werks. Die genauen Umstände der Emendation sind schwierig zu beurteilen und weiterhin Gegenstand der wissenschaftlichen Diskussion, die sich im Wesentlichen nur auf die Subskriptionen selbst, Vergleiche erhaltener spätantiker und mittelalterlicher Manuskripte des Livius sowie einen Brief des Symmachus an einen Freund namens Valerianus stützen kann, für den die Kopie bestimmt war. Unter anderem ist nicht mehr sicher zu sagen, ob Appius lediglich eine Kopie von Symmachus’ Manuskript Korrektur las oder ihm auch andere zeitgenössische Abschriften zur Verfügung standen, mit denen er die Kopie vergleichen konnte. Relativ sicher scheint dies nur für Buch 5, in dessen Subskription Appius eine Kopie seines parens Clementianus erwähnt, die er hinzugezogen habe. Jedenfalls gilt die auf der „Nicomachischen Edition“ (so der übliche Begriff der Editionsforschung) beruhende Textüberlieferung im Vergleich als qualitativ hochwertig.
Unsicher ist auch die Datierung der verschiedenen Emendationen. Alan Cameron vermutete auf Basis seiner Rekonstruktion der verfügbaren Quellen zur Livius-Ausgabe des Symmachuskreises, dass sie nicht, wie bisher angenommen, in mehreren, zeitlich Jahre voneinander entfernten Intervallen, sondern komplett innerhalb weniger Wochen des Jahres 400 entstand. Sollte dies zutreffen, ist vorstellbar, dass Appius das Manuskript gemeinsam mit seinem Vater oder Onkel Nicomachus Flavianus in einem privaten Kontext korrigierte. Er war dann zu diesem Zeitpunkt vielleicht noch ein Schuljunge im Alter von 12 oder 13 Jahren.